# San Antonio Spurs 1997-1998
La stagione 1997-98 dei San Antonio Spurs fu la 22ª nella NBA per la franchigia.
I San Antonio Spurs arrivarono secondi nella Midwest Division della Western Conference con un record di 56-26. Nei play-off vinsero il primo turno con i Phoenix Suns (3-1), perdendo poi la semifinale di conference con gli Utah Jazz (4-1).

## Risultati
| Squadra                | V  | P  | %    | GB |
| ---------------------- | -- | -- | ---- | -- |
| Utah Jazz              | 62 | 20 | 75,6 | -  |
| San Antonio Spurs      | 56 | 26 | 68,3 | 6  |
| Minnesota Timberwolves | 45 | 37 | 54,9 | 17 |
| Houston Rockets        | 41 | 41 | 50,0 | 21 |
| Dallas Mavericks       | 20 | 62 | 24,4 | 42 |
| Vancouver Grizzlies    | 19 | 63 | 23,2 | 43 |
| Denver Nuggets         | 11 | 71 | 13,4 | 51 |

## Roster
| N° | Naz.                   | Ruolo | Sportivo        | Anno | Alt. | Peso |
| -- | ---------------------- | ----- | --------------- | ---- | ---- | ---- |
| 1  | Stati Uniti (bandiera) | G     | Cory Alexander  | 1973 | 185  | 84   |
| 2  | Stati Uniti (bandiera) | GA    | Jaren Jackson   | 1967 | 193  | 86   |
| 3  | Stati Uniti (bandiera) | A     | Monty Williams  | 1971 | 203  | 102  |
| 4  | Stati Uniti (bandiera) | G     | Reggie Geary    | 1973 | 188  | 187  |
| 6  | Stati Uniti (bandiera) | G     | Avery Johnson   | 1965 | 178  | 79   |
| 7  | Venezuela (bandiera)   | A     | Carl Herrera    | 1966 | 206  | 98   |
| 9  | Stati Uniti (bandiera) | GA    | Willie Burton   | 1968 | 203  | 95   |
| 15 | Stati Uniti (bandiera) | G     | Vinny Del Negro | 1966 | 193  | 84   |
| 21 | Stati Uniti (bandiera) | AC    | Tim Duncan      | 1976 | 211  | 248  |
| 31 | Stati Uniti (bandiera) | A     | Malik Rose      | 1974 | 201  | 113  |
| 32 | Stati Uniti (bandiera) | A     | Sean Elliott    | 1968 | 203  | 93   |
| 41 | Stati Uniti (bandiera) | C     | Will Perdue     | 1965 | 213  | 109  |
| 45 | Stati Uniti (bandiera) | A     | Chuck Person    | 1964 | 203  | 100  |
| 50 | Stati Uniti (bandiera) | C     | David Robinson  | 1965 | 216  | 107  |
| 54 | Stati Uniti (bandiera) | AC    | Brad Lohaus     | 1964 | 211  | 104  |

## Staff tecnico
- Allenatore: Gregg Popovich
- Vice-allenatori: Hank Egan, Paul Pressey, Mike Budenholzer